# Дурхе
Дурхе́ (рос. Дурхэ́) — одна з гірських вершин на Далекому Сході Росії, на території Хабаровського краю, району імені Лазо, в басейні річки Чукен. Маючи висоту 1903 метри над рівне моря, є п'ятою за висотою вершиною Сіхоте-Аліню.
Складена гранітами і гранодіоритами. Північно-західне підніжжя гори є реліктовою каровою нішею, сформованою в епоху четвертинного гірського заледеніння. У районі гори зустрічаються поверхні вирівнювання — ділянки хребта з плоскими вододілами і столовими вершинами (на південь від Дурхе). Верхня межа лісу розташовується приблизно на 1400 м. Вище, до 1500—1600 м йде пояс кедрового сланцю. Над ним пояс гірської тундри і кам'яних розсипів.
Власне вершина становить собою невеликий майданчик із залишками дерев'яного тригопункту. Свідчень відвідування туристами (турів, записок) не виявлено (липень 2006 р). Між горою Дурхе і горою Дракон (1789 м), ближче до останньої, щонайменше до середини липня існує сніжник. За 1,6 км на північний схід від вершини, на висоті близько 1520 м є джерело.